# Carlos Andrés Bruderer
Carlos Andrés Bruderer (ur. 6 stycznia 1967) – gwatemalski narciarz alpejski, olimpijczyk. Jego bratem jest Christian, również narciarz alpejski.
Na igrzyskach w Calgary brał udział w trzech konkurencjach. Nie ukończył supergiganta. W slalomie gigancie zajął piąte miejsce od końca, wyprzedzając tylko czterech rywali z Ameryki Centralnej i Karaibów (ponadto 48 zawodników nie zostało sklasyfikowanych). W slalomie osiągnął swój największy sukces, gdyż zajął w nim 39. miejsce wśród 54 alpejczyków, którzy ukończyli zawody (aż 55 sportowców nie sklasyfikowano).

## Osiągnięcia

### Zimowe igrzyska olimpijskie
Opracowano na podstawie materiału źródłowego:
| Igrzyska      | Konkurencja                                                   | Wynik | Miejsce |
| ------------- | ------------------------------------------------------------- | ----- | ------- |
| Calgary 1988  |                                                               |       |         |
| slalom        | 1. przejazd – 1:16,87 2. przejazd – 1:09,43 Łącznie – 2:26,30 | 39.   |         |
| slalom gigant | 1. przejazd – 1:29:45 2. przejazd – 1:26,17 Łącznie – 2:55,62 | 65.   |         |
| supergigant   | DNF                                                           | DNF   |         |